# Auburn (Illinois)
Auburn je grad u američkoj saveznoj državi Ilinois. Prema popisu stanovništva iz 2010. u njemu je živjelo 4.771 stanovnika.